# Kabinett Koivisto I
Das Kabinett Koivisto I war das 51. Kabinett in der Geschichte Finnlands. Es amtierte vom 22. März 1968 bis zum 14. Mai 1970. Beteiligte Parteien waren Sozialdemokraten (SDP), Zentrumspartei (KESK), Volksdemokraten (SKDL), Schwedische Volkspartei (RKP) und Sozialdemokratischer Bund der Arbeiter- und Kleinbauernschaft (TPSL).

## Minister
| Ressort                                                      | Name                | Partei | Amtszeitbeginn  | Amtszeitende      |
| ------------------------------------------------------------ | ------------------- | ------ | --------------- | ----------------- |
| Ministerpräsident                                            | Mauno Koivisto      | SDP    | 22. März 1968   | 14. Mai 1970      |
| Stellvertretender Ministerpräsident                          | Johannes Virolainen | KESK   | 22. März 1968   | 14. Mai 1970      |
| Minister im Büro des Ministerpräsidenten                     | Jussi Linnamo       | SDP    | 22. März 1968   | 31. Januar 1970   |
| Ministerin im Büro des Ministerpräsidenten                   | Margit Eskman       | SDP    | 1. Februar 1970 | 14. Mai 1970      |
| Äußeres                                                      | Ahti Karjalainen    | KESK   | 22. März 1968   | 14. Mai 1970      |
| Justiz                                                       | Aarre Simonen       | TPSL   | 22. März 1968   | 14. Mai 1970      |
| Inneres                                                      | Antero Väyrynen     | SDP    | 22. März 1968   | 14. Mai 1970      |
| Minister im Innenministerium                                 | Sulo Suorttanen     | KESK   | 22. März 1968   | 14. Mai 1970      |
| Verteidigung                                                 | Sulo Suorttanen     | KESK   | 22. März 1968   | 14. Mai 1970      |
| Finanzen                                                     | Eino Raunio         | SDP    | 22. März 1968   | 14. Mai 1970      |
| Minister im Finanzministerium                                | Ele Alenius         | SKDL   | 22. März 1968   | 14. Mai 1970      |
| Bildung                                                      | Johannes Virolainen | KESK   | 22. März 1968   | 14. Mai 1970      |
| Landwirtschaft                                               | Martti Miettunen    | KESK   | 22. März 1968   | 14. Mai 1970      |
| Verkehr und öffentliche Arbeiten                             | Paavo Aitio         | SKDL   | 22. März 1968   | 28. Februar 1970  |
| Minister im Ministerium für Verkehr und öffentliche Arbeiten | Viljo Virtanen      | SDP    | 22. März 1968   | 31. Dezember 1969 |
| Minister im Ministerium für Verkehr und öffentliche Arbeiten | Veikko Helle        | SDP    | 1. Januar 1970  | 28. Februar 1970  |
| Verkehr                                                      | Paavo Aitio         | SKDL   | 1. März 1970    | 14. Mai 1970      |
| Handel und Industrie                                         | Grels Teir          | RKP    | 22. März 1968   | 14. Mai 1970      |
| Minister im Ministerium für Handel und Industrie             | Väinö Leskinen      | SDP    | 22. März 1968   | 14. Mai 1970      |
| Soziales                                                     | Anna-Liisa Tiekso   | SKDL   | 22. März 1968   | 14. Mai 1970      |
| Minister im Sozialministerium                                | Eemil Partanen      | KESK   | 2. April 1970   | 14. Mai 1970      |
| Arbeit                                                       | Veikko Helle        | SDP    | 1. März 1970    | 14. Mai 1970      |